# 13日は金曜日 PART25/ジャクソン倫敦へ
『13日は金曜日 PART25/ジャクソン倫敦へ』は、1988年に製作されたスプラッター映画で、有名なホラー映画『13日の金曜日』のパロディ作品である。有名映画のパロディ作品という事で、オリジナルに比べ面白みのない作品と思われがちだが、この映画は、単純にパロディとは侮れない作品で、有名な映画のキャラクターを借りることで、規定された運命から逃れられない者の顛末を描いたSF悲劇とも呼べる作品である。この映画において語られたテーマは、『エレファント・マン』や『フランケンシュタイン』に非常に近い物といえるだろう。尚、作品のメイク担当は、後に『ヘルレイザー2』のメイクも担当している。

## ストーリー
幼い頃、アメリカにて溺死したかに思われていたが、実は奇跡的に命を取り留め生き延びていた青年ジャクソン。彼は、父親が凶悪な殺人鬼という恐るべき家系に、二目と見られぬ醜い顔で生まれ、素顔をホッケーマスクで隠し生きる殺人鬼であった。
そんなジャクソンはある日、実の父親が住む故郷ロンドンへと帰ってきた。早速凱旋記念にと、ジャクソンはパーティー会場の若者を皆殺しにしようとする。だが会場で出会った女性シェリーによって、彼の心は大きく揺らぐ事になる。盲目である彼女は、ナイフを構えたジャクソンを前にしても身じろぎ一つしない。それどころか彼に優しい声をかけてきたのである。成り行きで彼女の家に招待され、ジャクソンは他者からの愛情を初めて知る事になる。
醜い顔で生まれ、父親からは虐待を受け、アメリカのキャンプ場では母親を失い、他者から愛される事も温もりも知る事の無かったジャクソンは、他人からの愛情に餓えていた。気付かぬ内にシェリーに魅かれていたジャクソンは、彼女を殺そうとしていた事も忘れ、彼女と肉体関係を持ってしまった。
それからも彼女との関係は続き、幸せに満ちた日々を過ごすジャクソン。その中で彼は、今まで無意味に人を殺し続けてきた自分の人生に疑問を持つようになった。やがて、もう人殺しをやめようと決心するジャクソンだったが、そんな彼を父親はあざ笑った。「おまえは殺人鬼。人を殺す宿命から逃れられないのさ」と…
宿命を断ち切れずに苦悩するジャクソンを待ち受けていた悲劇の結末とは…?

## 作品概要
本作の世界ではジャクソンを主人公にしたホラー映画がPART25においてまで大ヒットしており、言わばジャクソンは「映画の中から飛び出してきた存在」である。製作者によって殺人鬼として生み出されたジャクソンは、映画の外の世界でも冷徹に人を殺し続けることを宿命づけられている。そして、彼に襲われる若者達もまた、抵抗空しく殺される宿命を負わさせている。幾らジャクソンが人を殺すことに空しさを感じていても、若者達がジャクソンに応戦しようとしても、これらの宿命からは決して逃れられない。本作では「運命が本人の意思とは無関係に決められている」カルヴァンの予定説のような世界が展開しており、この映画はそんな中で運命から逃れようと必死にもがき苦しむ者たちの姿を、突き放した視点から残酷に映し出しているのである。ジャクソンの父親がジャクソンに吐き捨てる台詞や逃げようとする女性にジャクソンが予言する場面やラストシーンにおいて殺人に疲れきったジャクソンがある物を見て絶望するラストなど作品の至る所でこのテイストは顕著に見ることができる。